# ARA (音楽グループ)
ARA（エーアールエー）は、バイリンガルのメンバーで構成された日本の5人組女性ボーカルグループ。2012年に結成し、2013年に解散した。エイベックス所属。
グループ名は、当初のプロジェクト名であった「Avex Rising Angels（エイベックス・ライジング・エンジェルズ）」に由来している。本格的なライブ活動開始に伴って、「様々な国際的経歴を持つ彼女たちで、アジアから世界に発信していこう！」という想いから、新たに「Angels Represent Asia（エンジェルズ・レプリゼント・アジア）」と定義づけられた。

## 来歴
2012年
- 4月 - 「Avex Rising Angels」として結成。
- 9月 - 『MASH UP ～an event of global nation～』にて初イベント開催。
- 10月 - FaceBookにてオフィシャルファンページを開設。
- 11月 - YouTubeにて初のオリジナル楽曲「Make My Dreams Come True」のミュージックビデオを公開。
- 12月 - 『MASH UP Vol.2 ☆Rock ur X'mas☆』にてプレゼンターを務める。
- 12月 - 東京メインダイニングにて、単独ライブイベントを開催。

2013年
- 2月 - バレンタインイベント『フリージアとショコラ2013＠VUENOS』に出演[2]。

## メンバー
澤井杏奈
さわい あんな / Anna Sawai
ニュージーランド生まれ、香港、フィリピン、日本育ち。5歳でバレエを始め、のちにヒップホップ、ジャズダンスまで幅広く踊りこなす。
2004年にミュージカル『アニー』の主役に１万人の中から抜擢され、2006年に『エイベックスオーディション2006』でグランプリを取る。2009年公開のハリウッド映画『ニンジャ・アサシン』でスクリーンデビュー。2012年3月には東京ドームでのメジャーリーグ開幕戦にて、アメリカ国歌斉唱歌手として選ばれる。
解散後の2013年にダンスボーカルグループ「FAKY」を結成し、2018年に卒業。以降はハリウッドでの女優業に専念し、2021年には人気映画『ワイルド・スピード/ジェットブレイク』に出演。
比嘉クリスティーナ
ひが くりすてぃーな / Christina Higa
日本とアメリカのハーフ。
家族の影響で、音楽と近い環境で育つ。特にシンガーソングライターの兄の影響を強く受けたことで、音楽や歌がなくてはならない存在になった。
海保エミリ
かいほ えみり / Emily Kaiho
ハワイ・ホノルル生まれ、千葉育ち。スコットランド系アメリカ人と、日本人のハーフ。演技、歌、モデル、ダンス、空手などマルチな才能で、日本とロサンゼルスを拠点に活動。
2000年よりモデルやダンサーとして日本で活動。青山学院大学を卒業後、2008年に単身ロサンゼルスへ渡り、2012年公開のハリウッド映画『BUNRAKU』でスクリーンデビュー。
解散後の2014年にRiRi名義でマネキンラップデュオ「FEMM」を結成。モデルや女優の活動も続けている。
小川ティナ・ジョンソン
おがわ てぃな じょんそん / Tina Johnson
アメリカと日本のハーフ。歌手であり、アクロバティックなダンサーでもある。
アメリカンスクール・イン・ジャパンに通い、チアリーディング部や学校のミュージカルなどに出演。2012年3月には東京ドームでのメジャーリーグ開幕戦にて、アメリカ国歌斉唱歌手として選ばれる。
解散後の2013年にダンスボーカルグループ「FAKY」を結成し、翌年に脱退。アメリカの大学を卒業し、以降はSHIMA名義でロサンゼルスを拠点に音楽活動を続けている。
ユニコ
ゆにこ / Unico
東京生まれ、アメリカ・ニュージャージー育ち。シンガーソングライター。
独学でピアノを覚え、作詞作曲を始める。ニューヨークと東京を拠点にライブ活動を行っていた。
解散後の2013年にミニアルバム『Power of Love』でメジャーデビューし、浜崎あゆみのシングル「Merry-go-round」で共作作家デビュー。

## 作品

### シングル
- Make My Dreams Come True（2014年）

## 公演
- MASH UP ～an event of global nation～（AVEX GROUP HOLDINGS主催、渋谷グランデ・パセラ・リゾート、2012年9月8日）[7]
- MASH UP Vol.2 ☆Rock ur X'mas☆（AVEX GROUP HOLDINGS主催、渋谷ATLAS、2012年12月16日） - プレゼンター
- TMD presents Happy Xmas Night　ARAスペシャルライブ（東京メインダイニング主催、TMD、2012年12月22日）
- フリージアとショコラ2013＠VUENOS（VUENOS主催、2013年2月8日） - ゲスト

## 出演
- Metropolis Magazine's Metpod（Metpod、2012年12月）
- マッシューチャンネル（Ustream、2012年12月） - ゲスト[8]